# Krösselberg
Der Krösselberg (301 m) ist ein Berg in der Gemarkung von Abterode, ein Ortsteil und der Verwaltungssitz der Gemeinde Meißner im nordhessischen Werra-Meißner-Kreis, der wegen seines extrem kalkhaltigen Bodens in der Region Schlagzeilen machte, als ein Bürgerentscheid sich gegen den Abbau des Kalks aussprach und somit der Gemeinde Meißner Ausfälle in Millionenhöhe bescherte.
Erst im Jahre 1998 wilderte der damalige Bürgermeister und Hobbyjäger Adolf Fritz auf ebendiesem Krösselberg das ehemals heimische Muffelwild wieder erfolgreich aus. Die Zahl der Tiere verzehnfachte sich innerhalb von 3 Jahren, was offensichtlich der Grund für den negativen Bürgerentscheid war.

## Namensherkunft
Über die Herkunft des Namens und die Umgebung des Berges schrieb die in Abterode geborene und aufgewachsene Lehrerin und Heimatdichterin Helene Brehm (* 1862; † 1932) in einem Beitrag für das Heimatblatt „Hessenland“ aus dem Jahr 1914:

„Hinter der so benannten Ackerbreite steigt ziemlich steil der kahle, mit Gipsstöcken durchsetzte Krösselberg - »Grisselbärgk« -  an. Da sich auf ihm von alters her ein Kalkofen befand - jetzt nicht mehr im Betrieb -, so ist anzunehmen, daß der Name (K)rösselberg aus (Kalk-)Rößeberg) umgebildet ist. Trägt doch ein unfern von ihm gelegener, gleichfalls mit Gips durchsetzter Acker heute noch die Bezeichnung »auf der Kalkröße«. Ob hier auch ehemals ein Kalkofen stand, ist nicht mehr bekannt. Dem Krösselberg vorgelagert ist der »Gicking«. Dieser ist gleichfalls steinig und hat nur dünne Ackerkrume.“

## Schutz
Die Vorkommen seltener Vögel und Pflanzen, unter ihnen die durch die Artenschutz-Verordnung der Europäischen Gemeinschaft geschützte Bienen-Ragwurz (Ophrys apifera), waren im Jahr 1953 Anlass, die Magerrasenfläche auf dem Krösselberg als tier- und pflanzenkundliches Naturdenkmal auszuweisen.
Die Fläche mit dem Krösselberg liegt im Geo-Naturpark Frau-Holle-Land und in einem Teilbereich des Fauna-Flora-Habitat-Gebiets Meißner und Meißner Vorland, das in das länderübergreifende Netz besonderer Schutzgebiete Natura 2000 integriert wurde.

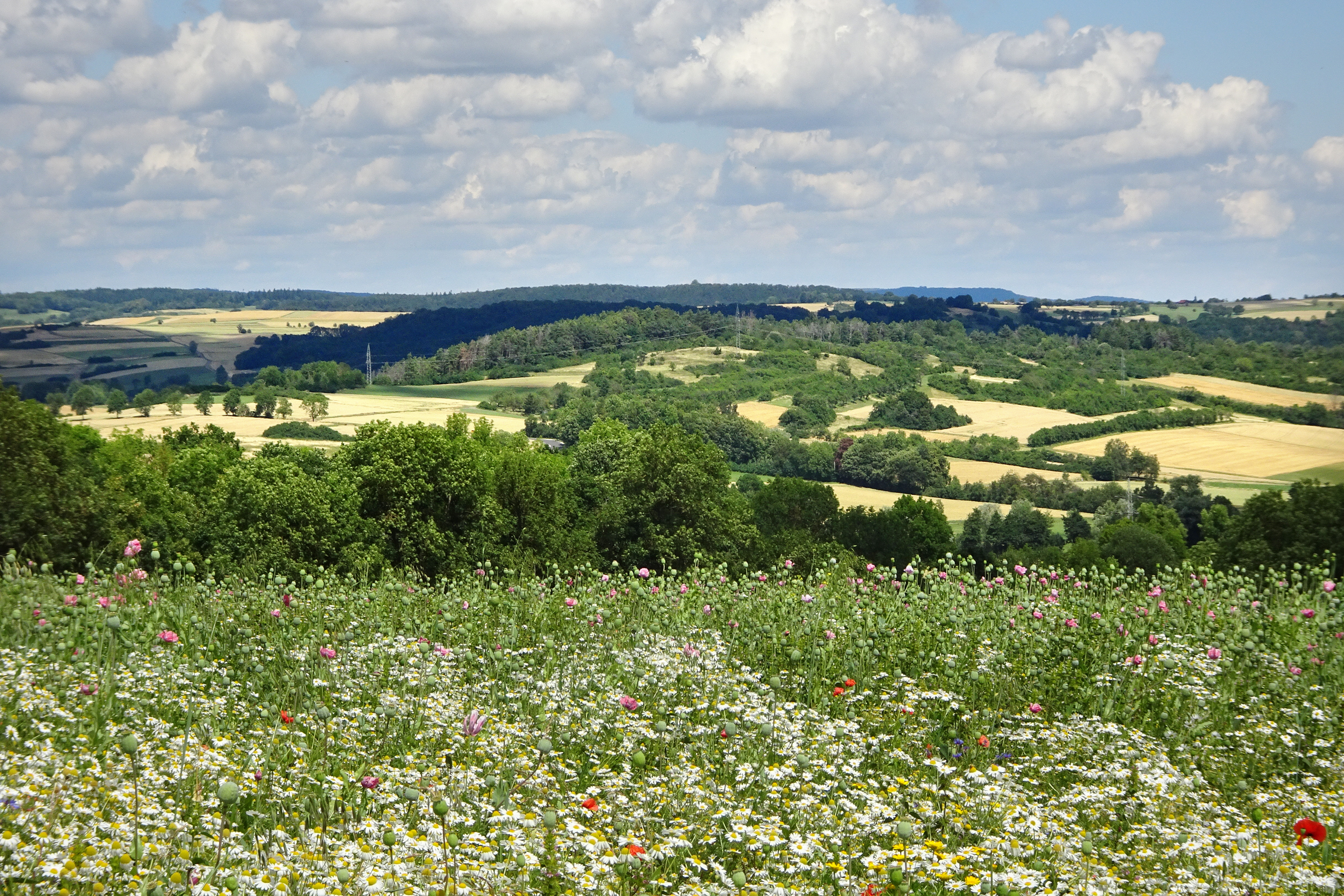
Südwestliche Ansicht des Krösselbergs
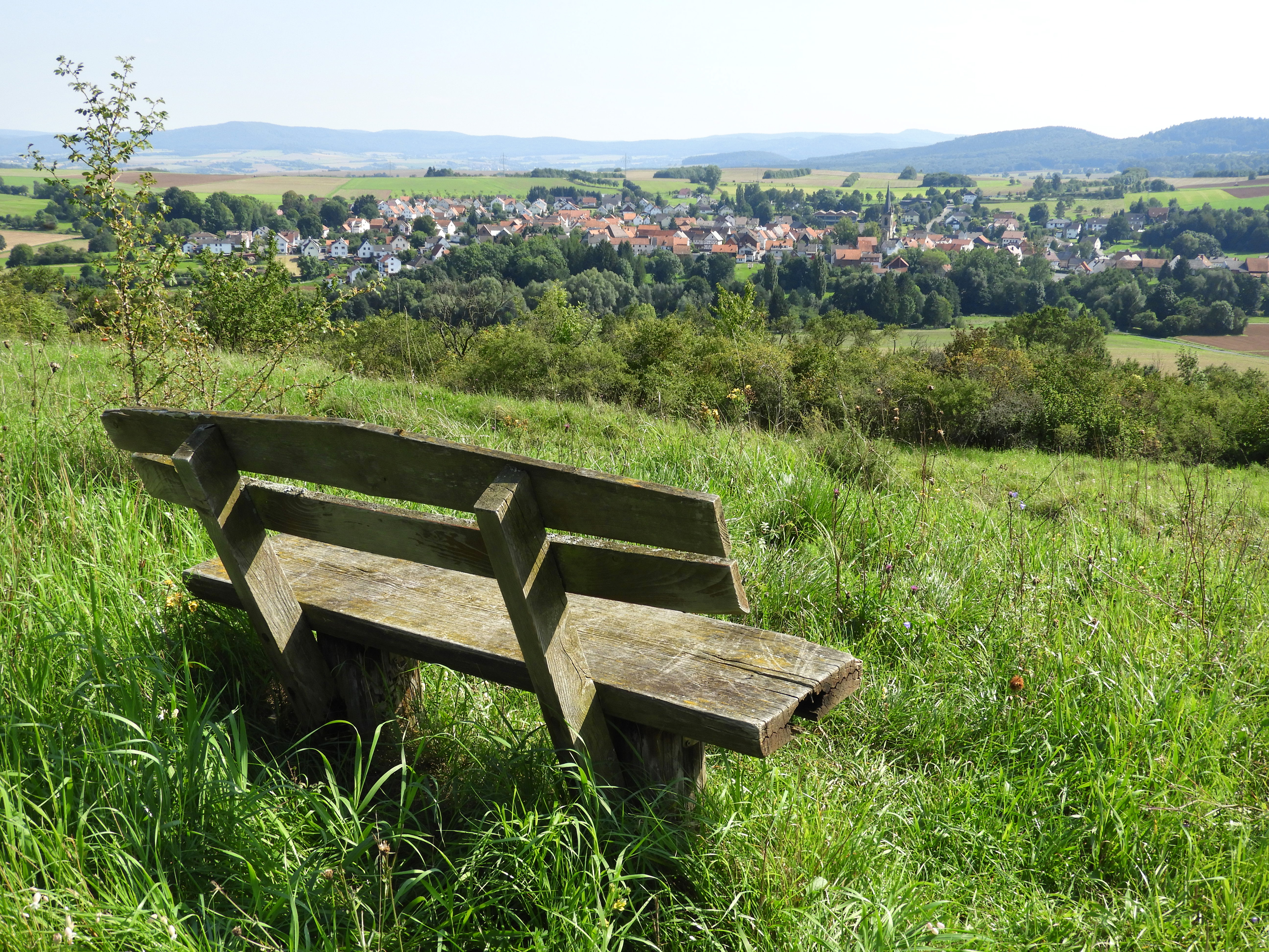
Blick vom Krösselberg nach Süden auf Abterode

## Besucherhinweis
Über den Krösselberg verläuft der Premiumweg P23 Höllental des Geo-Naturparks Frau-Holle-Land, der mit dem Wandersiegel des Deutschen Wanderinstituts ausgezeichnet wurde. Wegen einiger steiler An- und Abstiege und teilweise schmaler Waldpfade wurde der rund 10 km lange Rundweg als mittelschwere Tour eingestuft.